# Nad Rakouskou loukou
Nad Rakouskou loukou je 1378 m vysoká hora ležící v pohoří Šumava na česko-rakouské hranici. Nejvyšší místo na české straně dosahuje výšky 1373 m. Vrcholové skalky se však nacházejí na rakouském území a jsou ještě vyšší – Adalbert Stifter Dachl vystupuje do výšky 1376 m a vrchol Hufberg do výšky 1378 m.
Nachází se 7,5 km jihovýchodně od Nového Údolí; z české strany přísluší ke katastru obce Nová Pec.  Název Nad Rakouskou loukou odvodili autoři projektu Tisícovky Čech, Moravy a Slezska podle sedla ležícího na východ směrem k Plechému. Základní topografické mapy ČR vedou v roce 2024 termín Nad Rakouskou loukou jako svah.

## Geomorfologie
Nad Rakouskou loukou je plochý vrchol Plešského hřbetu na hlavním šumavském hřebeni, po němž vede evropské rozvodí mezi Severním a Černým mořem.

## Přístup
Přes horu Nad Rakouskou loukou přechází červeně značená hřebenová stezka č. 0148 z Nového Údolí do Zadní Zvonkové – součást tzv. Šumavské pěší magistrály, Stezky Českem a Zlaté stezky.